# Bryllupsnatten
Bryllupsnatten er en kortfilm instrueret af Mads Tobias Olsen efter eget manuskript.

## Handling
Længe har Irene og Verner været døde og begravede, men deres kærlighed lever med så stor en kraft at de én gang om året, på selve deres bryllupsnat, kan forlade graven og kaste sig i hinandens arme... hvis de ellers kan holde til det. En romantisk zombie-musical-komedie om arme stakler, og om Kærlighed der er stærkere end Døden.